# Lighthouse Family
Lighthouse Family was een Britse muziekgroep, gevormd door Tunde Baiyewu (zang) en Paul Tucker (keyboard). De groep is in Nederland en Vlaanderen het bekendst van de hit High uit 1998.

## Biografie
Het duo ontmoette elkaar in 1993 tijdens een college in Tyne, Engeland. Hun debuutalbum Ocean Drive uit 1995 werd in het Verenigd Koninkrijk meer dan 1,6 miljoen keer verkocht. De debuutsingle Lifted werd pas in tweede instantie een hit in eigen land. In Nederland duurde het tot 1999 voordat de track een bescheiden hit werd.
In 1997 verscheen het tweede album: Postcards From Heaven. De single Raincloud haalde een nummer 6-notering in de Britse hitlijsten en haalde in Nederland de onderste regionen van de hitlijst. De tweede single, High, zorgde voor groot commercieel succes.
Het derde album Whatever Gets You Through The Day in 2001 werd ingeluid met de single (I Wish I Knew How It Would Feel to Be) Free / One, een combi-cover van nummers van respectievelijk Nina Simone en U2. Volgende singles waren minder succesvol. In 2003 verscheen nog een greatest-hit-cd en ging de groep uit elkaar.
Paul en Tunde besloten zich hierna ieder op hun eigen projecten toe te leggen. Tunde begon een solocarrière; hij bracht aan het einde van 2004 zijn debuutalbum Tunde uit. In 2013 volgde een tweede album: Diamond In A Rock. Paul werd lid van de rockband The Orange Lights.
Eind 2010 hervormde de band zich, begin 2011 gevolgd door een serie concerten in het Verenigd Koninkrijk en Ierland. Nieuw werk van de band liet nog eens acht jaar op zich wachten. Op 21 maart 2019 ging de single My Salvation in première op BBC Radio 2, enkele weken later gevolgd door het nummer Live Again. Een nieuw studioalbum, getiteld Blue Sky in Your Head, volgde op 5 juli. Het bereikte een derde plek in de Engelse album-hitlijst. Het duo heeft een Britse tournee aangekondigd die in november 2019 van start gaat. 

## Albums
- Ocean Drive (1995)
- Postcards from Heaven (1997)
- Whatever Gets You Through The Day (2001)
- Blue Sky in Your Head (2019)

| Album met hitnotering(en) in de Vlaamse Ultratop 200 albums | Datum van verschijnen | Datum van binnenkomst | Hoogste positie | Aantal weken | Opmerkingen |
| ----------------------------------------------------------- | --------------------- | --------------------- | --------------- | ------------ | ----------- |
| Postcards From Heaven                                       | 1997                  | 28-03-1998            | 19              | 9            |             |

| Album met eventuele hitnotering(en) in de Nederlandse Album Top 100 | Datum van verschijnen | Datum van binnenkomst | Hoogste positie | Aantal weken | Opmerkingen |
| ------------------------------------------------------------------- | --------------------- | --------------------- | --------------- | ------------ | ----------- |
| Postcards From Heaven                                               | 1997                  | 28-03-1998            | 16              | 39           |             |

## Singles
- Lifted (1995)
- Ocean Drive (1995)
- Goodbye Heartbreak (1996)
- Loving Every Minute (1996)
- Raincloud (1997)
- High (1998)
- Lost in Space (1998)
- Question of Faith (1998)
- Postcard from Heaven (1999)
- (I Wish I Knew How It Would Feel to Be) Free / One (2001)
- Run (2002)
- Happy (2002)
- I Could Have Loved You (2003)
- My Salvation (2019)
- Live Again (2019)

### Hitnoteringen
| Single met eventuele hitnotering(en) in de Nederlandse Top 40 | Datum van verschijnen | Datum van binnenkomst | Hoogste positie | Aantal weken | Opmerkingen                 |
| ------------------------------------------------------------- | --------------------- | --------------------- | --------------- | ------------ | --------------------------- |
| Raincloud                                                     | 1997                  | 13-12-1997            | tip16           | 4            | Nr. 71 in de Single Top 100 |
| High                                                          | 1998                  | 2-5-1998              | 6               | 17           | Nr. 8 in de Single Top 100  |
| Question of Faith                                             | 1998                  | 12-9-1998             | tip17           | 5            | Nr. 83 in de Single Top 100 |
| Lifted                                                        | 1995                  | 1-5-1999              | -               |              | Nr. 85 in de Single Top 100 |

| Single met hitnotering(en) in de Vlaamse Ultratop 50 | Datum van verschijnen | Datum van binnenkomst | Hoogste positie | Aantal weken | Opmerkingen |
| ---------------------------------------------------- | --------------------- | --------------------- | --------------- | ------------ | ----------- |
| Raincloud                                            | 1997                  | 01-11-1997            | tip7            |              |             |
| High                                                 | 1998                  | 21-02-1998            | 4               | 21           |             |
| Question of Faith                                    | 1998                  | 08-08-1998            | tip16           |              |             |
| (I Wish I Knew How It Would Feel to Be) Free / One   | 2001                  | 10-11-2001            | Tip 12          |              |             |

### NPO Radio 2 Top 2000
| Nummer met noteringen in de NPO Radio 2 Top 2000 | '99  | '00  | '01 | '02  | '03  | '04  | '05  | '06  | '07 | '08  | '09 | '10  |
| ------------------------------------------------ | ---- | ---- | --- | ---- | ---- | ---- | ---- | ---- | --- | ---- | --- | ---- |
| High                                             | 1019 | 1101 | -   | 1040 | 1076 | 1438 | 1646 | 1874 | -   | 1825 | -   | 1944 |

1. ↑  Een '-' betekent dat het nummer niet was genoteerd en een vetgedrukt getal geeft de hoogste notering aan.
2. ↑  Deze tabel is bijgewerkt tot en met de laatste editie (2024).